# Knockouts Knockdown
Knockouts Knockdown 2021 è stato un pay-per-view prodotto da Impact Wrestling, svoltosi il 17 settembre 2021 a Nashville (Tennessee) e trasmesso il 9 ottobre 2021.

## Risultati
| #  | Match                                                                   | Stipulazioni                                          | Durata |
| -- | ----------------------------------------------------------------------- | ----------------------------------------------------- | ------ |
| 1  | Rachel Ellering ha sconfitto Lady Frost                                 | Quarto di finale del Knockouts Knockdown Tournament   | 11:55  |
| 2  | Chelsea Green ha sconfitto Renee Michelle                               | Quarto di finale del Knockouts Knockdown Tournament   | 8:30   |
| 3  | Mercedes Martínez ha sconfitto Brandi Lauren                            | Quarto di finale del Knockouts Knockdown Tournament   | 2:10   |
| 4  | Tasha Steelz ha sconfitto Jamie Senegal                                 | Quarto di finale del Knockouts Knockdown Tournament   | 11:05  |
| 5  | Deonna Purrazzo (con Matthew Rehwoldt) ha sconfitto Masha Slamovich     | Single match                                          | 12:00  |
| 6  | Mercedes Martínez ha sconfitto Rachael Ellering                         | Semifinale del Knockouts Knockdown Tournament         | 12:30  |
| 7  | Tasha Steelz ha sconfitto Chelsea Green                                 | Semifinale del Knockouts Knockdown Tournament         | 12:20  |
| 8  | Savannah Evans ha sconfitto Alisha Edwards, Jordynne Grace e Kimber Lee | Fatal four-way monster ball match                     | 10:05  |
| 9  | Mercedes Martínez ha sconfitto Tasha Steelz                             | Finale del Knockouts Knockdown Tournament             | 11:00  |
| 10 | Havok e Rosemary (c) hanno sconfitto Madison Rayne e Tenille Dashwood   | Tag team match per il Knockouts Tag Team Championship | 10:45  |